# Peter Perchtold
Peter André Perchtold (Nürnberg, 1984. szeptember 2. –) osztrák származású német labdarúgó, az 1. FSV Mainz 05 II középpályása.